# Svartsmalbi
Svartsmalbi (Lasioglossum fratellum) är en biart som först beskrevs av Pérez 1903.  Svartsmalbi ingår i släktet smalbin och familjen vägbin. Inga underarter finns listade.

## Beskrivning
Svartsmalbiet är ett slankt bi med svart grundfärg. Clypeus (munskölden) och pannan är upphöjda, mest så hos hanen. Hos honom är spetsen på clypeus gul, något som överläppen också kan vara. De övervägande mörka antennerna kan vara gula undertill, mest tydligt hos hanen, som också känns igen på antennernas längd. Vingbaserna är brunaktiga hos båda könen. Tergiternas bakkanter kan vara svagt röda hos honan. Båda könen har otydliga vita hårband på sidorna av tergit 2 och 3. Kroppslängden är mellan 7 och 8 mm.

## Ekologi
Svartsmalbiet föredrar alpina och inte för varma habitat som skogsvägar, skogsbryn och -gläntor, kärr och sandhedar, gäna med högre vegetation. I Sydeuropa är biet huvudsakligen en bergsart med habitat som tundra och bergsängar.. i Alperna kan det gå så högt som 2 200 m.
Flygtiden varar från april till september för honorna, medan hanarna flyger från slutet av juni till september. Arten är generalist vad gäller näringssöket; det har bland annat iakttagits på ljungväxter som blåbär, klockväxter, korgblommiga växter som tusensköna och dunörtsväxter som mjölke. Arten är en viktig pollinatör av lingon och blåbär.

### Fortplantning
I den södra delen av utbredningsområdet är arten primitivt eusocial, en eller flera döttrar ur den första kullen stannar ofta kvar och fungerar som arbetare, medan honan vaktar boet vid ingången. Det förekommer också att mer än en hona kan samsas om samma bo, som då kan ha upp till 17 larvceller. I den norra delen av utbredningsområdet lever den emellertid solitärt. Honan gräver ut en underjordisk kammare med upp till 9 larvceller, var och en med ett ägg och näring i form av pollen och nektar.
Det förekommer att bona parasiteras av blodbiet glasblodbi, som lägger ägg i svartsmalbiets larvceller, ett ägg i varje larvcell. Blodbihonan förstör värdägget eller den nykläckta värdlarven i samband med äggläggningen, så att hennes avkomma ostört kan leva av den insamlade näringen..
Honan kan bli två år gammal, och kan i sociala samhällen övervintra en andra gång tillsammans med honorna från första kullen.

## Utbredning
Svartsmalbiet finns från Sydeuropa till norra Finland, västerut från England via Ryssland till Kaukasus och Kina.
I Sverige finns arten i hela landet utom i utpräglade slättbygder och norra Norrlands fjällvärld.
I Finland finns den i hela landet från Åland och sydkusten till norra Lappland, men den är vanligare i söder.

## Status
Globalt är arten klassificerad som livskraftig (LC) av IUCN, och inga hot är registrerade. Även i Sverige och Finland är den klassificerad som livskraftig.                 